# Perigonia glaucescens
Perigonia glaucescens är en fjärilsart som beskrevs av Walker 1856. Perigonia glaucescens ingår i släktet Perigonia och familjen svärmare. Inga underarter finns listade i Catalogue of Life.